# Rosamonte (yerba mate)
Rosamonte – gatunek yerba mate pochodzący z miasta Apóstoles w prowincji Misiones w Argentynie. Ma wyraźny smak z bardzo głębokim aromatem, działa bardzo intensywnie. Długo leżakuje w towarzystwie aromatycznego drzewa różanego.
Jest aprobowana przez Argentyńskie Towarzystwo Kardiologiczne. Oficjalnym przedstawicielem marki w Polsce jest firma Venusti Sp.z o.o. Sp.k. z Wrocławia.

## Historia[3]
W 1936 roku syn ukraińskich imigrantów Demetrio Hreñuk, przy aktywnym wsparciu żony Cataliny, założył rodzinną fabrykę, zajmującą się sadzeniem, zbieraniem i suszeniem yerba mate. W 1966 rozpoczął sprzedaż swoich produktów pod marką Rosamonte. Z biegiem lat założona firma Hreñuk S.A. zaczęła zajmować się również innymi dziedzinami gospodarki, takimi jak produkcja herbaty, rolnictwo, hodowla, zalesianie, czy prowadzenie magazynów – chłodni.

## Rodzaje[4]
- Sabor Tradicional (z łodyżkami, papierowe opakowanie 2 kg/ 1 kg/ 500 g/ 250 g)
- Despalada (bez łodyżek, papierowe opakowanie 1 kg/ 500 g)
- Super Especial (słoik 500 g)
- Junior (przeznaczona dla młodych ludzi, papierowe opakowanie 1 kg/ 500 g)
- Lienzo (z łodyżkami, lniany woreczek 1 kg)
- Especial (selekcjonowana i sezonowana, mocna, z łodyżkami, papierowe opakowanie 1 kg/ 500 g)
- Suave (delikatna, z grubo ciętymi listkami i łodyżkami, papierowe opakowanie 1 kg/ 500 g/ 250 g)
- Tereré (przeznaczona do Tereré, papierowe opakowanie 250 g)